# Cristian Manea
Cristian Marian Manea (n. 9 august 1997, Agigea, România) este un fotbalist român, care joacă pe post de fundaș lateral la Rapid în SuperLiga României. Pe plan internațional, are prezențe la națională pentru România Sub-17, România Sub-19, România Sub-21 și România.
Cristian Manea este cel mai tânăr debutant al echipei naționale de fotbal a României, la numai 16 ani și zece luni, depășindu-l pe Grațian Sepi, care debutase în 1928 la 17 ani, 3 luni și 15 zile. Căsătorit cu vloggeriță Irina Manea ,împreuna având 2 fetițe pe nume Victoria și Venus 

## Palmares
CFR Cluj
- Liga I (5): 2017–18, 2018–19, 2019–20, 2020–21, 2021–22
- Supercupa României (2): 2018, 2020

FCSB
- Cupa României (1): 2019-20

## Legături externe
- Profilul lui Cristian Manea pe Soccerway
- Profil la transfermakrt.co.uk
- Cristian Manea - Football Talent Scout Arhivat în 3 noiembrie 2015, la Wayback Machine. footballtalentscout.net